# 中國飛機服務有限公司
中国飞机服务有限公司 （英語：China Aircraft Services Limited）简称中国飞机服务或者中飞，成立于1987年1月21日，是一家机场地勤公司。主要提供飞机航线，机场维修，机舱清洁和机坪支援等服务。

## 历史
1995年由中国航空集團（40%），美國聯合航空（20%），中华航空（20%）和伽玛航空（20%）联合成立的合资公司。
2002年与中国东方航空成立合资公司——上海东方飞机维修有限公司。
2014年10月与国泰港龙航空签订维修合作关系。